# Crucea de piatră din fața bisericii „Cuvioasa Paraschiva” din Starchiojd
Crucea de piatră din fața bisericii „Cuvioasa Paraschiva” este un monument istoric aflat pe teritoriul satului Starchiojd. județul Prahova